# 명지초등학교 (서울)
명지초등학교는 대한민국 서울특별시 서대문구 홍은동에 있는 사립 초등학교이다.

## 학교 연혁
- 1967년 3월 15일: 개교
- 2027년 3월 15일: 개교 60주년

## 참고 자료
- 명지초등학교 - 한국교육학술정보원 학교알리미